# Jonathan King (pallavolista)
Jonathan King (12 agosto 1982) è un pallavolista portoricano, centrale dei Plataneros de Corozal.

## Carriera

### Club
La carriera di Jonathan King inizia nella stagione 2003, quando debutta nella Liga de Voleibol Superior Masculino coi Criollos de Caguas, dove gioca per tre annate; durante questo periodo, precisamente nel 2005, dopo essersi messo in mostra in campionato, viene premiato come rising star ed inserito nello All-Star Team del torneo.
Col trasferimento della sua franchigia a Mayagüez, nel campionato 2006 gioca per gli Indios de Mayagüez, che lascia nel campionato seguente, approdando ai Patriotas de Lares, dove milita per quattro annate, raggiungendo la finale scudetto nella stagione 2008.
Nella stagione 2011-12 approda ai Mets de Guaynabo, dove inizia una lunga militanza, raggiungendo diverse volte la finale scudetto, vincendone due. Dopo cinque annate con la franchigia di Guaynabo, nel campionato 2016-17 si trasferisce ai neonati Patriotas de San Juan, ma già nel campionato seguente ritorna ai Mets de Guaynabo, vincendo altri due titoli nazionali. 
Successivamente approda ai neonati Mulos de Juncos per la Liga de Voleibol Superior Masculino 2019, venendo inserito nello All-Star Team del torneo, mentre dopo la cancellazione del campionato portoricano nel 2020, torna il campo coi Capitanes de Arecibo per disputare la Liga de Voleibol Superior Masculino 2021: con il trasferimento della sua franchigia a Corozal, nell'annata seguente approda invece ai Plataneros de Corozal.

### Nazionale
Debutta nella nazionale portoricana in occasione del campionato nordamericano 2005.

## Palmarès

### Club
- Campionato portoricano: 4

2013-14, 2015, 2017, 2018

### Premi individuali
- 2005 - Liga de Voleibol Superior Masculino: Rising star
- 2005 - Liga de Voleibol Superior Masculino: All-Star Team
- 2019 - Liga de Voleibol Superior Masculino: All-Star Team